# Izrail' Moiseevič Metter
Israil' Moiseevič Metter (in russo Израиль Моисеевич Меттер?; Char'kov, 18 ottobre 1909 – San Pietroburgo, 7 ottobre 1996) è stato uno scrittore russo di origine ebraica.

## Biografia
Metter iniziò a scrivere ispirandosi a Čechov e Dostoevskij, i cui echi letterari possono cogliersi ne La fine dell'infanzia del 1936. Successivamente cercò di cogliere la storicità degli eventi e di trasportarli nei suoi romanzi, infatti spesso si osservano luoghi, persone e avvenimenti realmente accaduti nella terra a lui vicino. Così avviene per il romanzo Il quinto angolo (finito di scrivere nel 1967, ma pubblicato molti anni dopo, nel 1989), che racconta le violenze della storia nell'Unione Sovietica, e per i successivi racconti (Per non dimenticare, Tre racconti; Muchtar). Queste furono raccolte nella rivista Novyj Mir nel 1960. Pochi anni dopo, nel 1962, venne trasposto il tutto in pellicola, e all'epoca fu considerato un successo.
Nel 1964 il racconto Muchtar venne trasposto in un film, Ko mne, Muchtar! (Vieni qui Muchtar!), sceneggiato dallo stesso Metter. Pochi anni prima della sua morte non perde questa sua caratteristica ma la rende più familiare: infatti Genealogia (1992) attinge ai ricordi della sua famiglia.

## Opere
- Il quinto angolo (Pjatyj ugol), trad. di Claudia Scandura, a cura di Anna Raffetto, Collana Nuovi Coralli n.451, Torino, Einaudi, 1991, ISBN 978-88-061-2335-2; Collana Supercoralli, Torino, Einaudi, 1992, ISBN 978-88-061-2943-9.
- Per non dimenticare. Tre racconti, a cura di A. Raffetto, Collana Nugae, Genova, Il Nuovo Melangolo, 1993, ISBN 978-88-701-8198-2.
- Genealogia, traduzione di Luciana Montagnani e A. Raffetto, a cura di A. Raffetto, Collana Supercoralli, Torino, Einaudi, 1993, ISBN 978-88-061-3082-4.
- Muchtar, Collana Nugae n.83, Genova, Il Nuovo Melangolo, 1995, ISBN 978-88-701-8272-9.
- Ritratto di un secolo (Muchtar. Il quinto angolo. Genealogia. La Grande Casa. Al di là del Lete. Arrivederci), a cura di A. Raffetto, Collana ET Scrittori, Torino, Einaudi, 1998, ISBN 978-88-061-4114-1.

## Premi
Nel 1992 ha ricevuto il Premio Grinzane Cavour con il romanzo Il quinto angolo.

## Fonti
- (RU) Breve biografia, su litportal.ru. URL consultato il 10 agosto 2008 (archiviato dall'url originale l'8 giugno 2008).